# Bell Eagle Eye

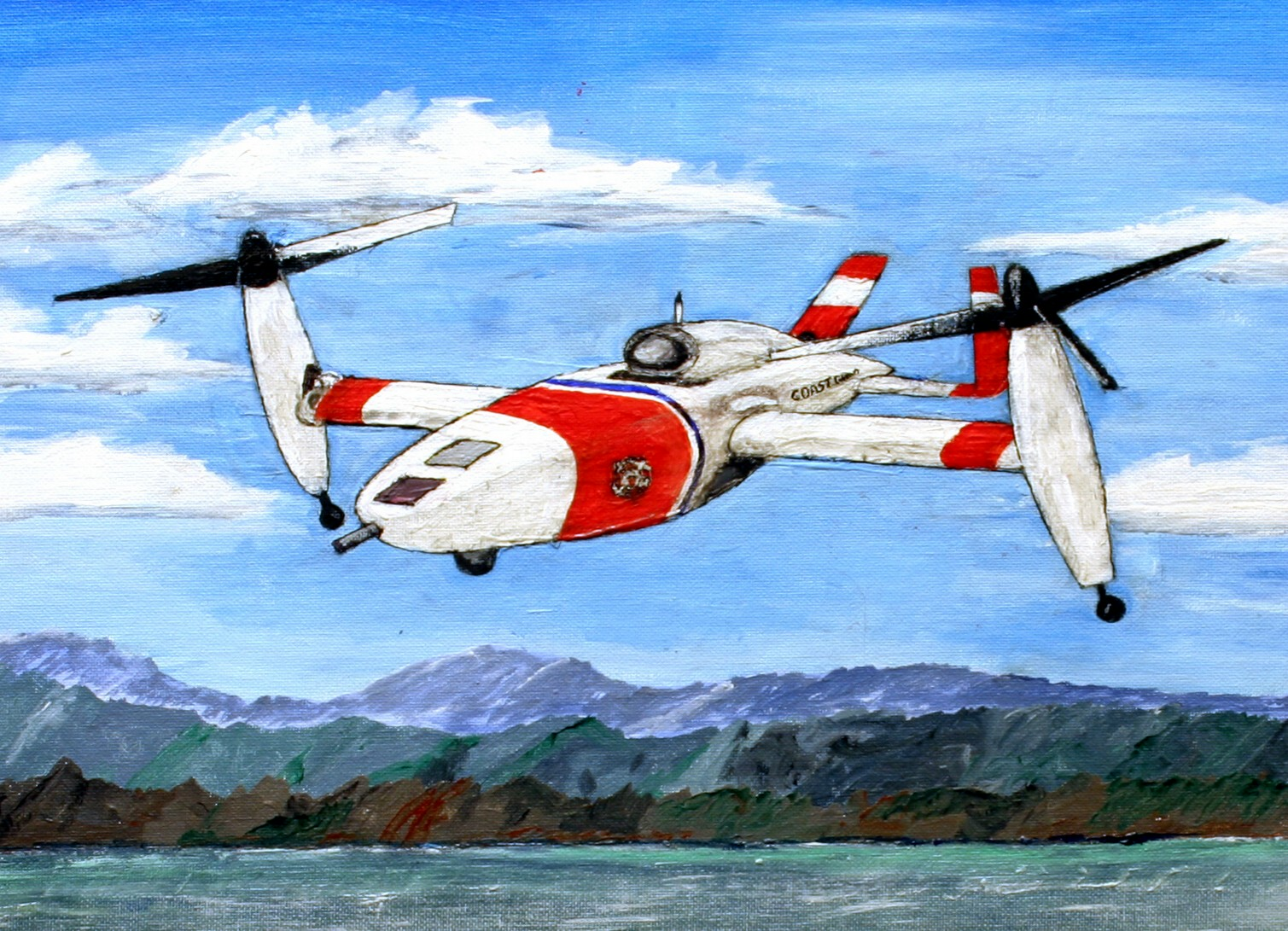
Eagle eye (зарисовка)

Eagle Eye — многоцелевой БПЛА с вертикальным взлётом и посадкой (первый беспилотный конвертоплан), разработка которого началась в 1992—1993 гг. американской фирмой Bell совместно с компанией Scaled Composites.
В 1997 году прототип TR918 «Eagle Eye» выполнил первый полёт.
В 2004 году к программе разработки Eagle Eye присоединились французская Sagem и германская Rheinmetall.

## Описание
БПЛА с вертикальным взлётом и посадкой, его винты также могут занимать как горизонтальное положение (для вертикального взлёта), так и наклоняться вперёд по мере разгона аппарата. В этот момент он превращается в самолёт, способный на продолжительные вояжи и дежурство в воздухе.
Двигатель (Allison C20) установлен в середине фюзеляжа и присоединён к объединяющей передаче. Ведущие валы из объединяющей передачи проходят через центр крыла и соединяются с передачами на каждой наклонной части крыла. Наклонная часть содержит передачу, а также привод, используемый для перемещения наклонной части с трансмиссией и ротором.

## ЛТХ
- Производитель и страна: Bell Helicopter Textron Inc, США.
- Двигатель: Pratt & Whitney 200/55, высоковязкое топливо
- Размеры: Длина — 5,182 м, высота — 1,737 м, размах крыла — 4,633 м, диаметр ротор — 3,048м
- Вес: Пустой вес — 827,8 кг, макс. взлетный вес — 1360,7 кг, макс. вес полезной нагрузки — больше 453,6кг
- Производительность: скорость — 408км/ч, продолжительность полета — 6 ч, предельная высота — 6,1км
- Полезная нагрузка: EO/инфракрасная камера, радар с синтезированной апертурой, миноискатель, EW, NBC, др
- Канал передачи данных: тактическая система передачи данных
- Система управления/слежения: автономный полет, планирование миссий/следование точкам маршрута, цифровая карта, GPS/INS навигация
- Взлет: автоматический вертикальный — для наземного базирования специального оборудования для взлета и посадки не требуется, совместим с унифицированным автоматизированным комплексом аппаратуры для морского базирования
- Посадка: автоматическая вертикальная — для наземного базирования специального оборудования для взлета и посадки не требуется, совместим с унифицированным автоматизированным комплексом аппаратуры для морского базирования
- Структурный материал: металлический/композитный
- Электроэнергия: 11Вт (1500 Вт опционально)
- Наземная станция управления: устанавливается на судно или на автономную установку

## Варианты и модификации
- TR918 «Eagle Eye», опытный предсерийный образец, оснащённый двигателем Allison 250-C20, изготовлено 2 шт.
- Bell HV-911 «Eagle Eye» — вариант 2002 года